# Мизуличи
Мизу́личи (бел. Мізу́лічы) — деревня в Сморгонском районе Гродненской области Белоруссии.
Входит в состав Вишневского сельсовета.
Расположена в северной части района, на юго-западном берегу озера Свирь. Расстояние до районного центра Сморгонь по автодороге — чуть более 39 км, до центра сельсовета агрогородка Вишнево по прямой — 6,5 км. Ближайшие населённые пункты — Вольковщина, Горани, Михничи. Площадь занимаемой территории составляет 0,1837 км², протяжённость границ 2370 м.

## История
Деревня отмечена на карте Шуберта (середина XIX века) в составе Вишневской волости Свенцянского уезда Виленской губернии. В 1865 году Мизуличи насчитывали 6 дворов и 58 жителей католического вероисповедания (21 ревизскую душу). Ранее встречалась в описях под названием Низуличи.
После Советско-польской войны, завершившейся Рижским договором, в 1921 году Западная Белоруссия отошла к Польской Республике и деревня была включена в состав новообразованной сельской гмины Вишнево Свенцянского повета Виленского воеводства. 1 января 1926 года гмина Вишнево была переведена в состав Вилейского повета.
В 1938 году Мизуличи насчитывали 10 дымов (дворов) и 56 душ.
В 1939 году, согласно секретному протоколу, заключённому между СССР и Германией, Западная Белоруссия оказалась в сфере интересов советского государства и её территорию заняли войска Красной армии. Деревня вошла в состав новообразованного Сморгонского района Вилейской области БССР. После реорганизации административного-территориального деления БССР деревня была включена в состав новой Молодечненской области в 1944 году. В 1960 году, ввиду новой организации административно-территориального деления и упразднения Молодечненской области, Мизуличи вошли в состав Гродненской области.

## Население
Согласно переписи население деревни в 1999 году насчитывало 14 человек.

## Транспорт
Через Мизуличи проходят автомобильные дороги:
- республиканская Р95 Лынтупы — Свирь — Сморгонь — Крево — Гольшаны;
- местного значения Н7370 Хведевичи — Михничи — Мизуличи

Через деревню проходят регулярные автобусные маршруты:
- Сморгонь — Комарово
- Сморгонь — Свирь
- Сморгонь — Хведевичи